# 小行星6926
小行星6926（英語：6926）是一颗围绕太阳公转的小行星。1994年9月1日，上田清二、金田宏在钏路市发现了此天体。
这颗小行星的绝对星等为65.57045061642935等。